# توسکا ماسک
توسکا ماسک (انگلیسی: Tosca Musk؛ زادهٔ ۱۹۷۴) یک کارگردان فیلم، و تهیه‌کننده فیلم اهل کانادا و آفریقای جنوبی است.
او دانش‌آموختهٔ دانشگاه بریتیش کلمبیا و یکی از دو بنیان‌گذار شرکت پخش اینترنتی «پشن‌فلیکس» است.